# Линји
Линји (临沂) град је Кини у покрајини Шандунг. Према процени из 2009. у граду је живело 275.976 становника.

## Становништво
Према процени, у граду је 2009. живело 275.976 становника.
| 1990.   | 2000.   | 2009    |
| ------- | ------- | ------- |
| 225.316 | 256.638 | 275.976 |